# Печенежское водохранилище
Печене́жское водохрани́лище (укр. Печенізьке водосховище) — русловое водохранилище на реке Северский Донец. Введено в эксплуатацию в 1962 году. Площадь водного зеркала — 86,2 км². Площадь водосборного бассейна — 8400 км². Размеры водохранилища — 65 на 3 км. Средняя глубина — 4,4 м, наибольшая достигает 20 м. Объём воды — 0,4 км³. Лежит на высоте 100,5 м над уровнем моря.

## История и назначение

Печенежское водохранилище, вид с левого берега перед дамбой в районе Старого Салтова

Печенежское водохранилище создано для обеспечения пресной водой города Харькова. Строительство водохранилища велось с 1958 по 1962 год. С осени 1962 началось наполнение водохранилища, которое постепенно продолжалось до весеннего половодья 1964 года. Подпор водохранилища сохраняется на протяжении 67 км до устья реки Волчья.

## Современные события
В конце сентября 2022 года российскими войсками по плотине наносились ракетные удары с целью спуска воды и поднятия уровня Северского Донца.